# Hookeria orbignyana
Hookeria orbignyana är en bladmossart som beskrevs av Montagne 1856. Hookeria orbignyana ingår i släktet Hookeria och familjen Hookeriaceae. Inga underarter finns listade i Catalogue of Life.